# Uskaljärvi
Uskaljärvi är en sjö i Finland. Den ligger i kommunen Joensuu i landskapet Norra Karelen, i den sydöstra delen av landet, 400 km nordost om huvudstaden Helsingfors. Uskaljärvi ligger 106,4 meter över havet. I omgivningarna runt Uskaljärvi växer i huvudsak barrskog. Den är 22 meter djup. Arean är 1,63 kvadratkilometer och strandlinjen är 13,81 kilometer lång. Sjön  ingår i Jänisjokis huvudavrinningsområde. 